# 霍伊斯韦勒
霍伊斯韦勒（德語：Heusweiler，發音：[ˈhɔʏsˌvaɪlɐ] ⓘ）是德国萨尔兰州萨尔布吕肯地区联合体的市镇，总面积40.01平方千米，2023年12月31日总人口为18,158人。